# Benito Madueño y Ramos
Benito Madueño y Ramos (1654 – 11 de maio de 1739) foi um prelado católico romano que serviu como bispo auxiliar de Toledo (1698-1739).

## Biografia
Benito Madueño y Ramos nasceu em 1654, em Montoro. No dia 19 de dezembro de 1698, foi nomeado durante o papado de Inocêncio XII como Bispo Auxiliar de Toledo e Bispo Titular de Sião. Foi consagrado bispo em 1699. Serviu como Bispo Auxiliar de Toledo até à sua morte a 11 de maio de 1739.